# Khalid Bakdash
Khalid Bakdash (Damasco, 15 novembre 1912 – Damasco, 15 luglio 1995) è stato un politico siriano, Segretario generale del Partito Comunista Siriano dal 1944 al 1986.